# Sov gott, mitt barn, sov gott i Gud
Sov gott, mitt barn, sov gott i Gud är en psalm av Johann Christoph Rube (omkring 1665–1746) med bearbetning senare av okänd författare. Melodin är en tonsättning från 1531.

## Publicerad som
- Nr 620 i Nya psalmer 1921, tillägget till 1819 års psalmbok under rubriken "Det Kristliga Troslivet: Troslivet i hem och samhälle: Det kristna hemmet: Äkta makar + några okända rubriker".
- Nr III bland "Psalmer att läsas vid enskild andakt" i 1937 års psalmbok under rubriken "Vid ett barns bädd".